# Gonimbrasia occidentalis
Gonimbrasia occidentalis är en fjärilsart som beskrevs av Rothschild 1907. Gonimbrasia occidentalis ingår i släktet Gonimbrasia och familjen påfågelsspinnare. Inga underarter finns listade i Catalogue of Life.